# ناحوم پروکوپت
ناحوم پروکوپت (انگلیسی: Naum Prokupets؛ زادهٔ ۲۰ مارس ۱۹۴۸) قایقران کانو اهل اتحاد جماهیر شوروی سوسیالیستی است.